# Bamboevliegenvanger
De bamboevliegenvanger (Muscicapa muttui) is een vogelsoort uit de familie van de Muscicapidae (vliegenvangers).

## Verspreiding en leefgebied
Deze soort komt voor van noordoostelijk India tot noordwestelijk Thailand.